# Megacephala aptera
Megacephala aptera is een keversoort uit de familie van de loopkevers (Carabidae). De wetenschappelijke naam van de soort is voor het eerst geldig gepubliceerd in 1862 door Maximilien de Chaudoir.